# Tresco

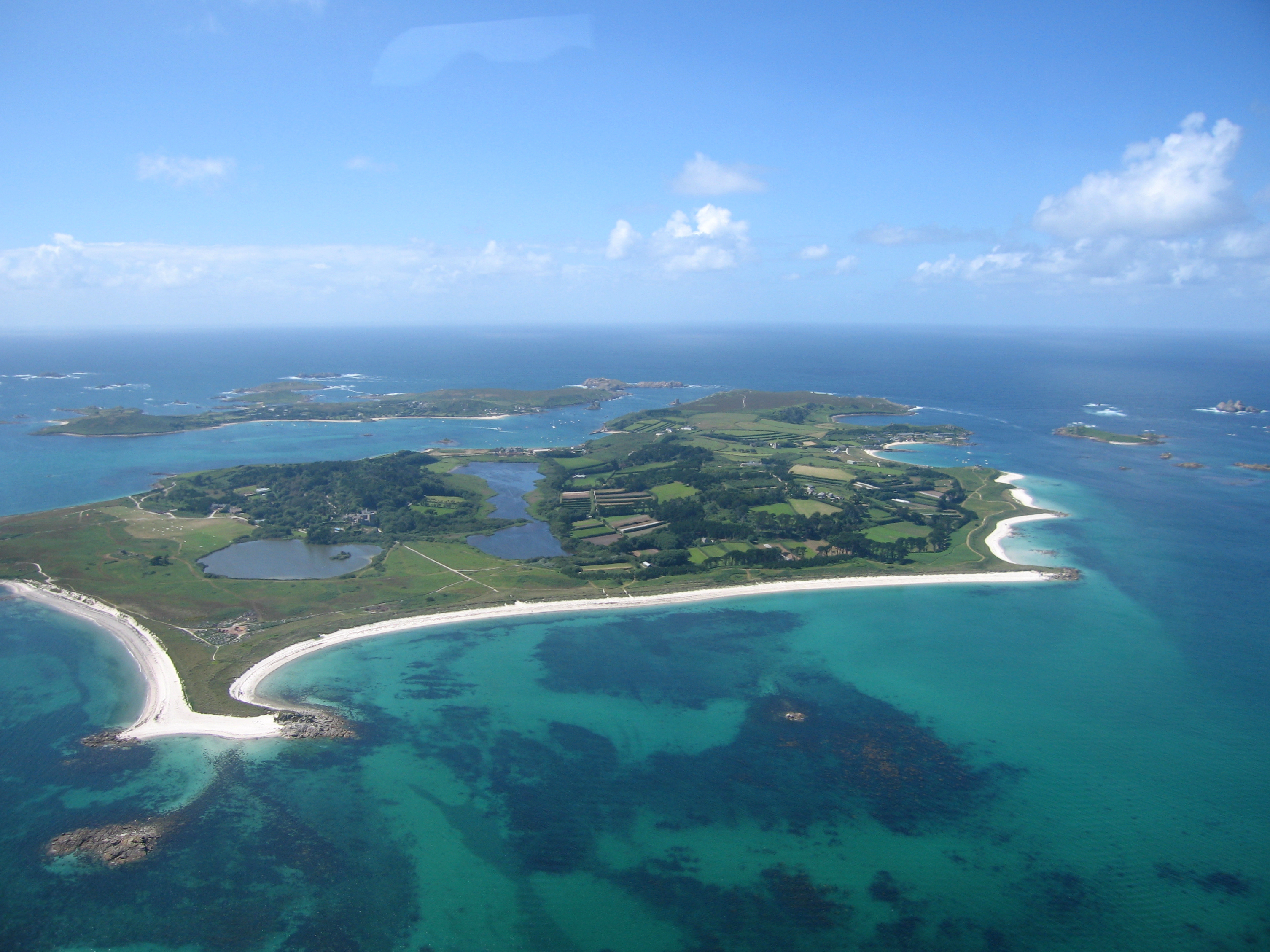
Flygbild över Tresco.

Tresco (korniska: Enys Skaw) är den näst största ön av Scillyöarna i Cornwall, Storbritannien. Den är 297 hektar stor. Ön har 180 invånare (2001). Administrativt utgör Tresco en civil parish inom enhetskommunen Scillyöarna som är en del av det ceremoniella grevskapet Cornwall.

## Historia
Ön omnämns som Trescaw i en text från 1814, och beskrivs som 'St. Nicholas' då den gavs som gåva till abboten ifrån påve Celestinus III 1193.
Hertigdömet Cornwall sköter ön å Kronans räkning och hyrs ut till Dorrien-Smith gods, som driver den som ett timeshareföretag.
Sedan 2001 har ön hållit ett välgörenhets-maraton i förmån för cystisk fibros. Banan består av 7½ varv runt ön. Tävlingen hålls alltid samma dag som London Marathon. Bland segrarna finns bland andra Dara O'Kearney och Bob Brown.

## Folkmängd
Endast fast bosatta räknas.
- 1841: 430
- 1861: 399
- 1871: 266
- 1891: 315
- 1901: 331
- 1911: 315
- 1921: 217
- 1931: 248
- 1951: 243
- 1961: 283
- 1971: 246
- 1991: 170
- 2001: 180